# SK Slavia Prague (volley-ball féminin)
Pour les articles homonymes, voir Slavia Prague.
Maillots
Le SK Slavia Prague (en tchèque : SK Slavia Praha) est un club tchèque de volley-ball féminin fondé en 1933 et basé à Prague, évoluant pour la saison 2011-2012 en UNIQA Extraliga žen.

## Palmarès
- Championnat de Tchécoslovaquie[3]
  - Vainqueur : 1959, 1962, 1963, 1965.
  - Finaliste : 1960, 1961, 1967.
- Coupe de la CEV
  - Finaliste : 1989.
- Championnat de Tchéquie
  - Finaliste : 2006.
- Coupe de Tchéquie
  - Finaliste : 1993, 1996.

## Effectifs

### Saison 2011-2012
Entraîneur : Jiří Vojík  Tchéquie